# Margot Lumb
Margarita Evelyn Lumb, née le 1er juillet 1912 à Londres et morte le 3 janvier 1998,, est une joueuse anglaise de squash qui domine le jeu dans les années 1930 et également une joueuse de tennis. Elle remporte le British Open de squash (le championnat du monde officieux) à cinq reprises consécutives de 1935 à 1939.

## Biographie
Née en 1912, Margot Lumb est la fille de Charles Lumb, Anglo-indien, né à Madras en 1872 et de Margarita Johnson née à La Havane en 1879.
Elle est réputée pour sa superbe condition physique et sa vitesse sur le court qui lui permettent de remporter 5 titres consécutifs du British Open après une défaite initiale face à Susan Noel.
En tant que joueuse de tennis, Margot Lumb participe avec l'équipe britannique à la Wightman Cup en 1937 et 1938. Elle est finaliste au tournoi All England Plate de 1937, une compétition de tennis qui se tient pendant le tournoi de Wimbledon et à laquelle participaient des joueurs qui ont été défaits au premier ou au deuxième tour de la compétition en simple. Elle perd la finale en deux manches face à Freda James. Margot Lumb est vice-championne d'Allemagne en 1938, perdant la finale en deux manches face à la championne en titre Hilde Sperling.
Elle se marie avec le major Gordon en 1944 et a une fille Eleo, prénommée ainsi pour rendre hommage à Eleonora Sears, sa partenaire de double au tennis et marraine de sa fille.

## Palmarès

### Titres
- British Open : 5 titres (1935-1939)
- Championnats des États-Unis: 1935

### Finales
- British Open: 1934